# Damián García
Sergio Damián García Graña (ur. 15 lipca 2003 w Canelones) – urugwajski piłkarz występujący na pozycji defensywnego pomocnika, od 2025 roku zawodnik emirackiego Shabab Al-Ahli.